# Fernmeldeturm Bad Segeberg
Der Fernmeldeturm Bad Segeberg ist ein Fernmeldeturm der Deutschen Telekom AG in Stahlbetonbauweise in Bad Segeberg in Schleswig-Holstein. Der als Typenturm vom Typ FMT 12 ausgeführte Turm ist mit 133 Metern Gesamthöhe das höchste Bauwerk in Bad Segeberg.

## Frequenzen und Programme

### Digitaler Hörfunk (DAB+)
Seit dem 18. November 2021 wird von dem Sender der DAB+ Block des Norddeutschen Rundfunks ausgestrahlt.
| Block                     | Programme (Datendienste) | ERP (kW) | Antennen- diagramm rund (ND)/ gerichtet (D) | Gleichwellennetz (SFN)                                        |
| ------------------------- | --- | -------- | ------------------------------------------- | ------------------------------------------------------------- |
| 10C NDR SH NOR (D__00393) | DAB+ Block des Norddeutschen Rundfunks: - NDR 1 SH NOR (Norderstedt) (104 kbps) - NDR 2 SH (104 kbps) - NDR Kultur (104 kbps) - NDR Info SH (104 kbps) - N-Joy (104 kbps) - NDR Blue (104 kbps) - NDR Schlager (104 kbps) - NDR Info Spezial (104 kbps) - NDR BWS - NDR TPEG | 2        | D                                           | Bad Oldesloe-Meddewade, Bad Segeberg, Henstedt-Ulzburg, Wedel |